# کاسپار فردریش ولف
کاسپار فردریش ولف (آلمانی: Caspar Friedrich Wolff؛ ۱۸ ژانویه ۱۷۳۳ – ۲۲ فوریه ۱۷۹۴) فیزیولوژیست آلمانی و از پایه‌گذاران علم رویان‌شناسی بود.
وی مدرک دکترای پزشکی خود را در سال ۱۷۵۹ از دانشگاه هاله-ویتنبرگ دریافت نمود و رسالهٔ دکترایش را با عنوان «نظریهٔ نسل» منتشر نمود که در آن نظریه پیدایشِ تدریجی یا پس‌زایش (Epigenesis) ارسطو و ویلیام هاروی را گسترش داده و دوباره مطرح کرد. نظریه او در آن دوران با استقبال مواجه نشد و از جمله، آلبرشت فون هالر یکی از منتقدان سرسخت او بود. ولف مجبور شد در دوران جنگ هفت‌ساله به‌عنوان پزشک ارتش پروس خدمت کند و پس از این وقفه، بازگشت با کار دانشگاهی برای او دشوار شد. سرانجام در سال ۱۷۶۷ با کمک ریاضی‌دان سوئیسی لئونارد اویلر، او به ریاست بخش کالبدشناسی «آکادمی علوم سن پترزبورگ» رسید که امروزه آنرا به نام آکادمی علوم روسیه می‌شناسیم. ولف در سن پترزبورگ درگذشت.

## نام‌بخش‌ها
1. مجراهای ولف (مجرای مِـزونفریک)
2. کیست‌های ولف
3. اجسام ولف (مزونفروس)
4. جزایر ولف (جزایر خون)